# Мюспак
Мюспа́к (фр. Muespach) — муніципалітет у Франції, у регіоні Гранд-Ест, департамент Верхній Рейн. Населення — 931 особа (01.01.2021).
Муніципалітет розташований на відстані близько 400 км на схід від Парижа, 120 км на південь від Страсбура, 60 км на південь від Кольмара.

## Історія
До 2015 року муніципалітет перебував у складі регіону Ельзас. Від 1 січня 2016 року належить до нового об'єднаного регіону Гранд-Ест.

## Демографія
Динаміка населення (INSEE ):
Розподіл населення за віком та статтю (2006):
| Стать | Всього | До 15 років | 15-24 | 25-44 | 45-64 | 65-85 | Понад 85 |
| --- | ------ | ----------- | ----- | ----- | ----- | ----- | -------- |
| Чоловіки | 436    | 68          | 44    | 124   | 128   | 72    | 0        |
| Жінки | 420    | 76          | 16    | 136   | 100   | 84    | 8        |
| \| Статево-вікова піраміда \| Статево-вікова піраміда \| Статево-вікова піраміда \| \| ----------------------- \| ----------------------- \| ----------------------- \| \| Чоловіки \| Вік \| Жінки \| \| 0 \| 85 + \| 8 \| \| 4 \| 80-84 \| 16 \| \| 16 \| 75-79 \| 8 \| \| 20 \| 70-74 \| 28 \| \| 32 \| 65-69 \| 32 \| \| 12 \| 60-64 \| 20 \| \| 36 \| 55-59 \| 24 \| \| 24 \| 50-54 \| 32 \| \| 56 \| 45-49 \| 24 \| \| 36 \| 40-44 \| 44 \| \| 40 \| 35-39 \| 48 \| \| 32 \| 30-34 \| 20 \| \| 16 \| 25-29 \| 24 \| \| 20 \| 20-24 \| 8 \| \| 24 \| 15-20 \| 8 \| \| 20 \| 10-14 \| 24 \| \| 20 \| 5-9 \| 28 \| \| 28 \| 0-4 \| 24 \| |        |             |       |       |       |       |          |
| Статево-вікова піраміда |        |             |       |       |       |       |          |
| Чоловіки | Вік    | Жінки       |       |       |       |       |          |
| 0 | 85 +   | 8           |       |       |       |       |          |
| 4 | 80-84  | 16          |       |       |       |       |          |
| 16 | 75-79  | 8           |       |       |       |       |          |
| 20 | 70-74  | 28          |       |       |       |       |          |
| 32 | 65-69  | 32          |       |       |       |       |          |
| 12 | 60-64  | 20          |       |       |       |       |          |
| 36 | 55-59  | 24          |       |       |       |       |          |
| 24 | 50-54  | 32          |       |       |       |       |          |
| 56 | 45-49  | 24          |       |       |       |       |          |
| 36 | 40-44  | 44          |       |       |       |       |          |
| 40 | 35-39  | 48          |       |       |       |       |          |
| 32 | 30-34  | 20          |       |       |       |       |          |
| 16 | 25-29  | 24          |       |       |       |       |          |
| 20 | 20-24  | 8           |       |       |       |       |          |
| 24 | 15-20  | 8           |       |       |       |       |          |
| 20 | 10-14  | 24          |       |       |       |       |          |
| 20 | 5-9    | 28          |       |       |       |       |          |
| 28 | 0-4    | 24          |       |       |       |       |          |

## Історія
Було три міста в часи середньовіччя, які носили ім'я Мюспак. Перше, Мюспак-ле-Ба (Нідермюспак у німецькому варіанті, дослівно — Нижній Мюспак) вперше згадане у 1245 році. Друге — Муаян-Мюспак (або Міттермюспак, середній Мюспак) — відоме з 1267 року. Третє — Мюспак-ле-О було у графстві Феретте. Назва пов'язана, очевидно, із дворянським родом, який проживав у регіонів Базель. В часи середньовіччя адміністративний центр та міська влада були у Мюспак-ле-Ба.
Містечко суттєво постраждало під час тридцятирічної війни, були знищені будівлі, багато жителів загинуло від війни та голоду.
У 1915 році німецька влада спорудила залізницю, яку опісля було закрито — у 1955 році для пасажирів, а в 1957 році для вантажів.
1 вересня 1972 року відбулося злиття муніципалітетів Муаян-Мюспак та Мюспак-ле-Ба в одне містечко.

## Економіка
2010 року серед 550 осіб працездатного віку (15—64 років) 424 були активними, 126 — неактивними (показник активності 77,1%, у 1999 році було 72,0%). З 424 активних мешканців працювали 402 особи (236 чоловіків та 166 жінок), безробітними було 22 (10 чоловіків та 12 жінок). Серед 126 неактивних 25 осіб було учнями чи студентами, 51 — пенсіонерами, 50 були неактивними з інших причин.

У 2010 році в муніципалітеті числилось 354 оподатковані домогосподарства, у яких проживали 868,5 особи, медіана доходів виносила 28 300 євро на одного особоспоживача